# Fueled by Ramen
La Fueled by Ramen è un'etichetta discografica facente parte del gruppo Warner Bros./Atlantic Records, fondata nel 1996 da John Janick e Vinnie Fiorello (ex batterista dei Less Than Jake) a Gainesville, in Florida. Nel 2004 la sua sede è stata trasferita a Tampa, sempre nello stato della Florida. Dal 2005 fa capo alla Fueled by Ramen un'etichetta minore, la Decaydance Records, fondata da Peter Wentz, bassista dei Fall Out Boy. Nel dicembre del 2006 Vinnie Fiorello ha abbandonato la presidenza dell'azienda.
A partire dagli anni 2000 l'etichetta ha cominciato a mettere sotto contratto artisti emergenti della più recente scena emo, chiamata emo-pop, come Fall Out Boy, Paramore, Panic! at the Disco e Twenty One Pilots contribuendo alla sempre più veloce crescita della popolarità del genere e pubblicando numerosi album che verranno certificati più volte disco di platino in tutto il mondo.

## Artisti
Artisti che sono o sono stati sotto contratto con Fueled by Ramen al 14 aprile 2023:

### Attuali
- A Day to Remember
- All Time Low
- Arizona
- The BLSSM
- Chloe Moriondo
- Fall Out Boy
- Flor
- The Front Bottoms
- Fun.
- Games We Play
- Grandson

- Lights
- Meet Me @ The Altar
- Misterwives
- Nate Ruess
- nothing,nowhere
- One Ok Rock
- Panic! at the Disco
- Paramore
- Quinton Griggs
- Twenty One Pilots
- Waterparks

### Passati
- The Academy Is...
- The Æffect
- Against the Current
- The A.K.A.s (ARE EVERYWHERE!)
- Animal Chin
- Ann Beretta
- Apocalypse Hoboken
- Autopilot Off
- Bigwig
- Blueline Medic
- The Cab
- Cadillac Blindside
- Cobra Starship
- Cute Is What We Aim For
- The Causey Way
- Days Away
- Discount
- E^st
- Forgive Durden
- Foundation
- Frodus
- Ghost Town
- Gym Class Heroes
- The Impossibles
- The Hippos
- Home Grown
- The Hush Sound
- Jersey
- Jimmy Eat World
- Kane Hodder
- Kissing Chaos
- Less Than Jake
- Lifetime
- Limp
- Mid Carson July
- October Fall
- Oh Honey
- The Pietasters
- Phantom Planet
- Pollen
- Powerspace
- Punchline
- Recover
- Rome
- Roy
- Slick Shoes
- Slowreader
- The Stereo
- Sublime with Rome
- SuperMarket All-Stars
- Swank
- The Swellers
- Teen Idols
- This Providence
- Travie McCoy
- VersaEmerge
- Vynil Theatre
- Whippersnapper
- WhoHurtYou
- Yellowcard
- Young the Giant